# Amaro Pargo
Amaro Rodríguez Felipe y Tejera Machado, ismertebb nevén Amaro Pargo (San Cristóbal de La Laguna, Tenerife, 1678. május 3. – San Cristóbal de La Laguna, 1747. október 4.) híres spanyol privatér és kereskedő.

## Élete
Juan Rodríguez Felipe és Beatriz Tejera Machado fiaként született San Cristóbal de La Lagunában, a Kanári-szigetekhez tartozó Tenerife szigetén. Hét testvére volt.
Fiatalkorát befolyásolta a kalózkodás jelenléte és terjedése a Kanári-szigeteken. Egyesek féltek tőle, mások csodálták. A hajóin a Karib-térség ültetvényein használt rabszolgákat is szállította. Nagy vagyont szerzett. Baráti kapcsolatban volt María de León Bello y Delgado (Sor Maria de Jesús) nővérrel, szeretetszolgálatot is végzett és különösen a szegényekkel törődött. Amaro Pargo az apáca sok csodájának is  tanúja volt.
Kereskedelmi tevékenysége során privatérként is harcolt. 1725-ben hidalgo nemesi címet kapott Madridban. 1747. október 4-én halt meg San Cristóbal de La Lagunában és a város Szent Domonkos templomában temették. A maga idejében Amaro Pargót spanyol nemzeti hősnek tartották, mert rendkívül sikeresen harcolt a spanyol korona ellenségei ellen; akkora volt a hírneve és a népszerűsége, mint Feketeszakállé vagy Francis Drake-é.

## Exhumálás
A maradványait exhumálta egy csapat régész a Madridi Autonóm Egyetemből 2013 novemberében annak érdekében, hogy átfogó DNS-vizsgálatot és arcrekonstrukciót tartalmazó tanulmányt készítsenek a kalózról.
Az exhumálást a Ubisoft cég finanszírozta az Assassin’s Creed IV: Black Flag videójáték számára azzal az gondolattal, hogy Amaro Pargo lesz az egyik fő karakter a játékban.